# Hyperthaema perflammans
Hyperthaema perflammans är en fjärilsart som beskrevs av George Francis Hampson 1916. Hyperthaema perflammans ingår i släktet Hyperthaema och familjen björnspinnare. Inga underarter finns listade i Catalogue of Life.